# Indian Wells Open 2024 - Qualificazioni singolare femminile
Le qualificazioni del singolare femminile dell'Indian Wells Open 2024 sono state un torneo di tennis preliminare per accedere alla fase finale della manifestazione disputate fra il 3 e il 5 marzo 2024. Le vincitrici dell'ultimo turno sono entrate di diritto nel tabellone principale. In caso di ritiro di una o più giocatrici aventi diritto a giocare nel tabellone principale, a queste sono subentrate le lucky loser, ossia le giocatrici che avevano perso nell'ultimo turno ma che avevano una classifica più alta rispetto alle altre partecipanti che avevano comunque perso nel turno finale.

## Teste di serie
1. Jaqueline Cristian (primo turno)
2. Bernarda Pera (qualificata)
3. Nao Hibino (qualificata)
4. Taylor Townsend (qualificata)
5. Nadia Podoroska (ultimo turno, lucky loser)
6. Yanina Wickmayer (primo turno)
7. Laura Siegemund (primo turno)
8. Kayla Day (ultimo turno, lucky loser)
9. Sara Errani (qualificata)
10. Harriet Dart (ultimo turno)
11. Clara Tauson (ultimo turno)
12. Emina Bektas (primo turno)

1. Kamilla Rachimova (primo turno)
2. Ėrika Andreeva (qualificata)
3. Rebeka Masarova (qualificata)
4. Camila Osorio (ultimo turno)
5. Arina Rodionova (ultimo turno)
6. Aljaksandra Sasnovič (primo turno)
7. María Carlé (primo turno)
8. Renata Zarazúa (primo turno)
9. Marija Timofeeva (primo turno)
10. Alizé Cornet (primo turno)
11. Hailey Baptiste (qualificata)
12. Marina Bassols Ribera (primo turno)

## Qualificate
1. Robin Montgomery
2. Bernarda Pera
3. Nao Hibino
4. Taylor Townsend
5. Nuria Párrizas Díaz
6. Rebecca Šramková

1. Mai Hontama
2. Ėrika Andreeva
3. Sara Errani
4. Liv Hovde
5. Hailey Baptiste
6. Rebeka Masarova

### Lucky loser
1. Nadia Podoroska

1. Kayla Day

## Tabellone

### Legenda
| - Q = Qualificato - WC = Wild card - LL = Lucky loser | - ALT = Alternate - SE = Special Exempt - PR = Protected Ranking | - w/o = Walkover - r = Ritirato - d = Squalificato |

### Sezione 1
|  | Primo turno | Primo turno           | Primo turno           | Primo turno | Primo turno |  |  | Ultimo turno | Ultimo turno     | Ultimo turno | Ultimo turno | Ultimo turno |  |
|  |             |                       |                       |             |             |  |  |              |                  |              |              |              |  |
|  | 1           | Jaqueline Cristian    | Jaqueline Cristian    | 3           | 5           |  |  |              |                  |              |              |              |  |
|  |             | Storm Hunter          | Storm Hunter          | 6           | 7           |  |  |              | Storm Hunter     | 6            | 3            | 4            |  |
|  | WC          | Robin Montgomery      | Robin Montgomery      | 6           | 6           |  |  | WC           | Robin Montgomery | 3            | 6            | 6            |  |
|  | 24          | Marina Bassols Ribera | Marina Bassols Ribera | 4           | 4           |  |  |              |                  |              |              |              |  |

### Sezione 2
|  | Primo turno | Primo turno       | Primo turno | Primo turno | Primo turno |  |  | Ultimo turno | Ultimo turno  | Ultimo turno | Ultimo turno | Ultimo turno |  |
|  |             |                   |             |             |             |  |  |              |               |              |              |              |  |
|  | 2           | Bernarda Pera     | 5           | 6           | 7           |  |  |              |               |              |              |              |  |
|  | WC          | Christasha McNeil | 7           | 2           | 6           |  |  | 2            | Bernarda Pera | 6            | 3            | 6            |  |
|  |             | Laura Pigossi     | 6           | 3           | 4           |  |  | 16           | Camila Osorio | 2            | 6            | 1            |  |
|  | 16          | Camila Osorio     | 4           | 6           | 6           |  |  |              |               |              |              |              |  |

### Sezione 3
|  | Primo turno | Primo turno       | Primo turno | Primo turno | Primo turno |  |  | Ultimo turno | Ultimo turno | Ultimo turno | Ultimo turno | Ultimo turno |  |
|  |             |                   |             |             |             |  |  |              |              |              |              |              |  |
|  | 3           | Nao Hibino        | 6           | 4           | 6           |  |  |              |              |              |              |              |  |
|  |             | Julia Riera       | 3           | 6           | 3           |  |  | 3            | Nao Hibino   | 2            | 6            | 6            |  |
|  | PR          | Hsieh Su-wei      | 3           | 6           | 6           |  |  | PR           | Hsieh Su-wei | 6            | 1            | 2            |  |
|  | 13          | Kamilla Rachimova | 6           | 3           | 4           |  |  |              |              |              |              |              |  |

### Sezione 4
|  | Primo turno | Primo turno      | Primo turno      | Primo turno | Primo turno |  |  | Ultimo turno | Ultimo turno     | Ultimo turno | Ultimo turno | Ultimo turno |  |
|  |             |                  |                  |             |             |  |  |              |                  |              |              |              |  |
|  | 4           | Taylor Townsend  | Taylor Townsend  | 6           | 6           |  |  |              |                  |              |              |              |  |
|  | WC          | Iva Jovic        | Iva Jovic        | 1           | 2           |  |  | 4            | Taylor Townsend  | 3            | 6            | 6            |  |
|  | WC          | Clervie Ngounoue | Clervie Ngounoue | 6           | 6           |  |  | WC           | Clervie Ngounoue | 6            | 1            | 2            |  |
|  | 22          | Alizé Cornet     | Alizé Cornet     | 2           | 3           |  |  |              |                  |              |              |              |  |

### Sezione 5
|  | Primo turno | Primo turno         | Primo turno         | Primo turno | Primo turno |  |  | Ultimo turno | Ultimo turno        | Ultimo turno | Ultimo turno | Ultimo turno |  |
|  |             |                     |                     |             |             |  |  |              |                     |              |              |              |  |
|  | 5           | Nadia Podoroska     | Nadia Podoroska     | 6           | 6           |  |  |              |                     |              |              |              |  |
|  |             | Olivia Gadecki      | Olivia Gadecki      | 2           | 4           |  |  | 5            | Nadia Podoroska     | 5            | 7            | 3            |  |
|  |             | Nuria Párrizas Díaz | Nuria Párrizas Díaz | 7           | 6           |  |  |              | Nuria Párrizas Díaz | 7            | 64           | 6            |  |
|  | 19          | María Carlé         | María Carlé         | 65          | 3           |  |  |              |                     |              |              |              |  |

### Sezione 6
|  | Primo turno | Primo turno      | Primo turno      | Primo turno | Primo turno |  |  | Ultimo turno | Ultimo turno     | Ultimo turno | Ultimo turno | Ultimo turno |  |
|  |             |                  |                  |             |             |  |  |              |                  |              |              |              |  |
|  | 6           | Yanina Wickmayer | Yanina Wickmayer | 0           | 1           |  |  |              |                  |              |              |              |  |
|  |             | Rebecca Šramková | Rebecca Šramková | 6           | 6           |  |  |              | Rebecca Šramková | 2            | 6            | 7            |  |
|  |             | Jessika Ponchet  | 5                | 6           | 6           |  |  |              | Jessika Ponchet  | 6            | 2            | 65           |  |
|  | 20          | Renata Zarazúa   | 7                | 3           | 4           |  |  |              |                  |              |              |              |  |

### Sezione 7
|  | Primo turno | Primo turno      | Primo turno      | Primo turno | Primo turno |  |  | Ultimo turno | Ultimo turno | Ultimo turno | Ultimo turno | Ultimo turno |  |
|  |             |                  |                  |             |             |  |  |              |              |              |              |              |  |
|  | 7           | Laura Siegemund  | 1                | 6           | 4           |  |  |              |              |              |              |              |  |
|  |             | Mai Hontama      | 6                | 3           | 6           |  |  |              | Mai Hontama  | 6            | 5            | 6            |  |
|  |             | Claire Liu       | Claire Liu       | 7           | 6           |  |  |              | Claire Liu   | 1            | 7            | 3            |  |
|  | 21          | Marija Timofeeva | Marija Timofeeva | 65          | 2           |  |  |              |              |              |              |              |  |

### Sezione 8
|  | Primo turno | Primo turno     | Primo turno  | Primo turno | Primo turno |  |  | Ultimo turno | Ultimo turno   | Ultimo turno | Ultimo turno | Ultimo turno |  |
|  |             |                 |              |             |             |  |  |              |                |              |              |              |  |
|  | 8           | Kayla Day       | Kayla Day    | 6           | 6           |  |  |              |                |              |              |              |  |
|  |             | Alycia Parks    | Alycia Parks | 1           | 4           |  |  | 8            | Kayla Day      | 1            | 6            | 3            |  |
|  |             | Emiliana Arango | 6            | 4           | 1           |  |  | 14           | Ėrika Andreeva | 6            | 3            | 6            |  |
|  | 14          | Ėrika Andreeva  | 3            | 6           | 6           |  |  |              |                |              |              |              |  |

### Sezione 9
|  | Primo turno | Primo turno       | Primo turno       | Primo turno | Primo turno |  |  | Ultimo turno | Ultimo turno    | Ultimo turno    | Ultimo turno | Ultimo turno |  |
|  |             |                   |                   |             |             |  |  |              |                 |                 |              |              |  |
|  | 9           | Sara Errani       | Sara Errani       | 7           | 6           |  |  |              |                 |                 |              |              |  |
|  | PR          | Aleksandra Krunić | Aleksandra Krunić | 5           | 1           |  |  | 9            | Sara Errani     | Sara Errani     | 6            | 6            |  |
|  |             | Dalma Gálfi       | Dalma Gálfi       | 2           | 5           |  |  | 17           | Arina Rodionova | Arina Rodionova | 4            | 0            |  |
|  | 17          | Arina Rodionova   | Arina Rodionova   | 6           | 7           |  |  |              |                 |                 |              |              |  |

### Sezione 10
|  | Primo turno | Primo turno          | Primo turno          | Primo turno | Primo turno |  |  | Ultimo turno | Ultimo turno | Ultimo turno | Ultimo turno | Ultimo turno |  |
|  |             |                      |                      |             |             |  |  |              |              |              |              |              |  |
|  | 10          | Harriet Dart         | Harriet Dart         | 6           | 6           |  |  |              |              |              |              |              |  |
|  |             | Darja Semeņistaja    | Darja Semeņistaja    | 2           | 2           |  |  | 10           | Harriet Dart | Harriet Dart | 2            | 3            |  |
|  | WC          | Liv Hovde            | Liv Hovde            | 6           | 6           |  |  | WC           | Liv Hovde    | Liv Hovde    | 6            | 6            |  |
|  | 18          | Aljaksandra Sasnovič | Aljaksandra Sasnovič | 2           | 4           |  |  |              |              |              |              |              |  |

### Sezione 11
|  | Primo turno | Primo turno     | Primo turno     | Primo turno | Primo turno |  |  | Ultimo turno | Ultimo turno    | Ultimo turno    | Ultimo turno | Ultimo turno |  |
|  |             |                 |                 |             |             |  |  |              |                 |                 |              |              |  |
|  | 11          | Clara Tauson    | Clara Tauson    | 6           | 6           |  |  |              |                 |                 |              |              |  |
|  | WC          | Haley Giavara   | Haley Giavara   | 3           | 1           |  |  | 11           | Clara Tauson    | Clara Tauson    | 62           | 63           |  |
|  | Alt         | Daria Snigur    | Daria Snigur    | 2           | 3           |  |  | 23           | Hailey Baptiste | Hailey Baptiste | 7            | 7            |  |
|  | 23          | Hailey Baptiste | Hailey Baptiste | 6           | 6           |  |  |              |                 |                 |              |              |  |

### Sezione 12
|  | Primo turno | Primo turno       | Primo turno       | Primo turno | Primo turno |  |  | Ultimo turno | Ultimo turno      | Ultimo turno      | Ultimo turno | Ultimo turno |  |
|  |             |                   |                   |             |             |  |  |              |                   |                   |              |              |  |
|  | 12          | Emina Bektas      | Emina Bektas      | 64          | 3           |  |  |              |                   |                   |              |              |  |
|  |             | Linda Fruhvirtová | Linda Fruhvirtová | 7           | 6           |  |  |              | Linda Fruhvirtová | Linda Fruhvirtová | 1            | 5            |  |
|  |             | Heather Watson    | 6                 | 4           | 4           |  |  | 15           | Rebeka Masarova   | Rebeka Masarova   | 6            | 7            |  |
|  | 15          | Rebeka Masarova   | 3                 | 6           | 6           |  |  |              |                   |                   |              |              |  |